# Mohammed el-Hilajvi
Mohammed el-Hilajvi (arabul محمد الخليوي, Dzsidda, 1971. augusztus 21. – Dzsidda, 2013. június 13.) válogatott szaúd-arábiai labdarúgó, hátvéd.

## Pályafutása

### Klubcsapatban
1989 és 2003 között az ál-Ittihád, 2003 és 2006 között az Al-Ahli, majd 2006 és 2009 között az Uhud csapatában játszott.

### A válogatottban
1990 és 2001 között 142 alkalommal szerepelt a válogatottban és egy gólt szerzett. Két világbajnokságon (1994, Egyesült Államok, 1998, Franciaország) és egy olimpián (1996, Atlanta) vett részt. Harmadik a válogatottsági rekord listán Szaúd-Arábiában.